# Tartsch

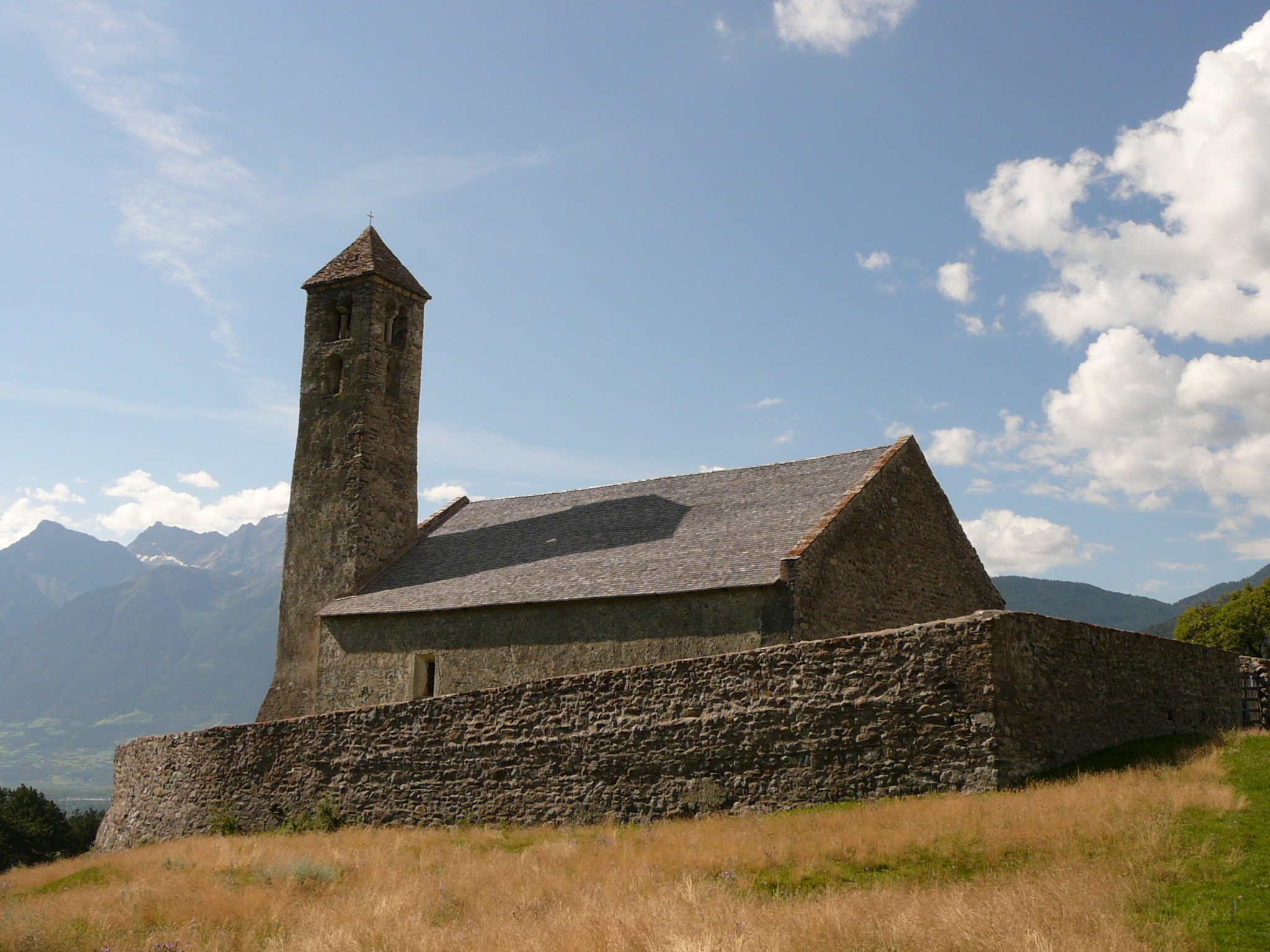
Tartsch

Tartsch (Tarces, Chiesa di Tarces) – gromada i miasteczko w gminie Mals we Włoszech w Południowym Tyrolu, prowincji Bolzano, regionie Trydent-Górna Adyga.
Liczy 446 mieszkańców (marzec 2007), leży na wysokości 1029 m n.p.m. Cechą charakterystyczną wioski jest wzgórze Tartscher Bühel (Col di Tarces). W starożytności biegła tędy droga Via Claudia Augusta. Do Tartsch należą także leżące po sąsiedzku przysiółki: Weiler Muntetschinig, Lechtl und Gemassen (tak brzmią po niemiecku).
Wśród zabytków Tartsch można wymienić:
- Kościół św. Wita w stylu romańskim, z XI w. We wnętrzu znajdują się interesujące freski.
- Kościół farny św. Andrzeja, w stylu późno - romańskim i gotyckim. Pierwotnie z 1499 (spalił się) i 1503. Zachowała się wieża romańska z typowymi oknami, później podwyższona; podobnie część murów pochodzi z początkowego okresu budowy. Wyposażenie kościoła jest renesansowe i barokowe.

Uciążliwością dla mieszkańców jest przebiegająca przez środek miasteczka szosa, która przecina wieś na pół. Stale więc dyskutuje się na temat budowy obwodnicy lub tunelu.